# Nga-kahu-whero
Nga-kahu-whero, född okänt år, död 1836, var en maorihövding, regerande drottning över Rarawa från cirka 1800 fram till 1836. Hon deltog i slagen vid Waitukupahau ochd Te Oneroa-a-Tohe samt vid Moetara 1833. 